# Свято-Ильинская церковь (Радошковичи)
Свято-Ильинская церковь (бел. Свята-Ільінская царква) — православный храм в городском посёлке Радошковичи Молодечненского района Минской области.
Назодится на улице Советской.

## История
Деревянный храм возведён в 1942 году на том же самом месте, где стояла церковь 1847 года постройки.

## Архитектура
Архитектура постройки решена в традициях народного зодчества. Объёмно-пространственная композиция состоит из 3 частей: двухъярусной четвертиковой колокольни, прямоугольного молитвенного зала под двухскатной крышей и гранёной апсиды. Шатёр колокольни завершается маковкой на восьмигранной шейке. Стены вертикально обшиты панелями и пронизаны прямоугольными оконными проемами в прямых наличниках.